# Stadion Dresden
El Rudolf-Harbig-Stadion es un estadio multiusos ubicado en la ciudad de Dresde, estado de Sajonia, Alemania. Fue inaugurado originalmente en 1923 y cuenta actualmente con una capacidad para 32 066 espectadores. Es utilizado por el club de fútbol Dinamo Dresde. Se encuentra en el número 12 de la calle Lennéstraße, cerca del Großer Garten, y es propiedad del Ayuntamiento.

## Aforo
Tras las reformas efectuadas entre 2007 y 2009, el aforo del Stadion Dresden pasó a ser de 32 066 espectadores (19 502 sentados más 11 055 de pie, 1170 asientos vip, 18 palcos, 56 plazas para sillas de ruedas y 71 para la prensa). Todo el aforo está cubierto.
En tiempos de la liga de fútbol de la extinta RDA, el Stadion Dresden tenía una capacidad de 38 500 espectadores.  El récord de asistencia se produjo el 24 de septiembre de 1979, cuando 44 000 espectadores se dieron cita para ver el partido entre el Dinamo Dresde y el VfB Stuttgart (que terminó con el resultado de 1-1).

## Historia

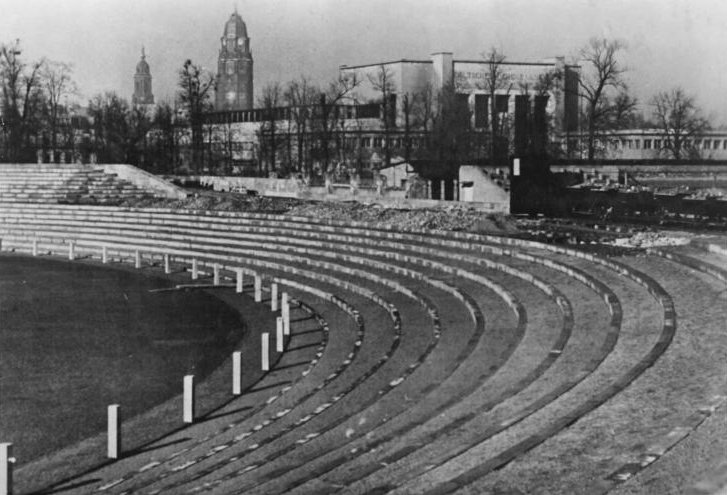
Reconstrucción de la Ilgenkampfbahn en 1951.

### Inicios
La primera mención documentada de una instalación deportiva en el emplazamiento actual del glücksgas stadion data de 1896. El 16 de mayo de 1923 se inauguró con el nombre de Ilgen-Kampfbahn y una capacidad de 24 000 plazas. El club de fútbol Dresdensia fue el primero en jugar allí.  

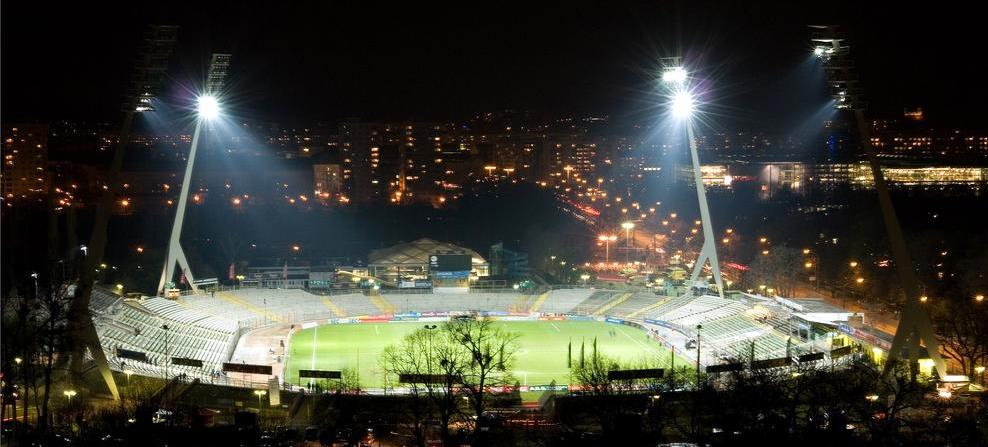
Interior del Rudolf-Harbig-Stadion en 2006.

### República Democrática Alemana
Tras la Segunda Guerra Mundial hubo que reconstruir las instalaciones, seriamente dañadas tras el bombardeo que asoló la ciudad en febrero de 1945. En 1951, el estadio volvió a abrir sus puertas y el 23 de septiembre de 1952 recibió el nombre Rudolf-Harbig-Stadion en honor a Rudolf Harbig, un mediofondista alemán de la década de 1930. En tiempos de la liga de fútbol de la extinta RDA, el Rudolf-Harbig tenía una capacidad de 38.500 espectadores. 
En diciembre de 1969 se instalaron las torres de iluminación, coloquialmente conocidas como "jirafas". En 1979 se dotó al estadio de un marcador electrónico. Entre los años 1971 y 1990 el estadio llevó oficialmente el nombre Dynamo-Stadion, como aún se le conoce de forma popular. Desde el 1 de enero de 1992, el estadio ha estado bajo el control de la ciudad de Dresde. El 30 de agosto de 2006 funcionaron por última vez las "jirafas", en el partido de la primera ronda de la copa de Sajonia contra el Bischofswerdaer FV, tras el cual se ofreció un espectáculo de fuegos artificiales.

### Reconstrucción
Tras la reunificación alemana solo se llevaron a cabo las reformas más urgentes, pero el estadio seguía estando algo anticuado. El 6 de enero de 2006, el pleno del Ayuntamiento decidió sacar a concurso la concesión de la reconstrucción del estadio. En ese momento, la capacidad del estadio ascendía a 23 940 plazas, de las cuales 10 890 correspondían a localidades con asiento (220 de ellas cubiertas). Las obras comenzaron a mediados de 2007. El nuevo estadio se inauguró oficialmente el 15 de septiembre de 2009 con un amistoso contra el FC Schalke 04. 

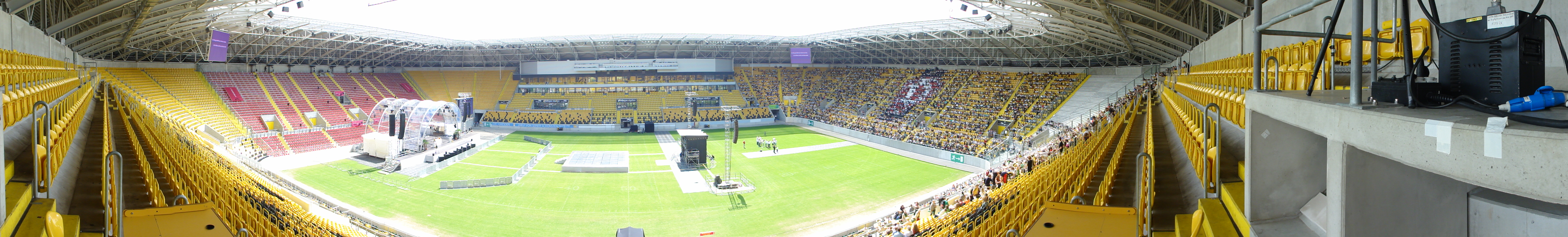
Panorámica del estadio.

## Eventos

### Copa Mundial Femenina de Fútbol de 2011
El Rudolf-Harbig-Stadion albergó cuatro partidos de la Copa Mundial Femenina de Fútbol de 2011.
| Fecha               | Equipo #1      | Resultado     | Equipo #2       | Ronda                 | Espectadores |
| ------------------- | -------------- | ------------- | --------------- | --------------------- | ------------ |
| 28 de junio de 2011 | Estados Unidos | 2–0           | Corea del Norte | Primera fase, Grupo C | 21.859       |
| 1 de julio de 2011  | Nueva Zelanda  | 1–2           | Inglaterra      | Primera fase, Grupo B | 19.110       |
| 5 de julio de 2011  | Canadá         | 0–1           | Nigeria         | Primera fase, Grupo A | 13.638       |
| 10 de julio de 2011 | Brasil         | 2–2 (3-5 pen) | Estados Unidos  | Cuartos de final      | 25.598       |